# Grandrupt-de-Bains
Grandrupt-de-Bains è un comune francese di 87 abitanti situato nel dipartimento dei Vosgi nella regione del Grand Est.

## Società

### Evoluzione demografica
Abitanti censiti